# 検収
| ウィキペディアには「検収」という見出しの百科事典記事はありません（タイトルに「検収」を含むページの一覧/「検収」で始まるページの一覧）。 代わりにウィクショナリーのページ「検収」が役に立つかもしれません。 |